# Гріндельвальд
Гріндельвальд (нім. Grindelwald) — громада  в Швейцарії в кантоні Берн, адміністративний округ Інтерлакен-Обергаслі.
Гріндельвальд зв'язаний залізничним сполученням з Венгеном (через перевал Кляйне-Шайдег) і Інтерлакеном, а також в літній період автобусним сполученням з Майрінгеном (через перевал Гроссе-Шайдег).

## Географія
Громада розташована на відстані близько 60 км на південний схід від Берна.
Гріндельвальд має площу 171,3 км², з яких на 1,8% дозволяється будівництво (житлове та будівництво доріг), 29% використовуються в сільськогосподарських цілях, 16,4% зайнято лісами, 52,9% не є продуктивними (річки, льодовики або гори).

## Демографія
2019 року в громаді мешкало 3810 осіб (+0% порівняно з 2010 роком), іноземців було 23,2%. Густота населення становила 22 осіб/км².
За віковим діапазоном населення розподілялося таким чином: 14,7% — особи молодші 20 років, 62,3% — особи у віці 20—64 років, 23% — особи у віці 65 років та старші. Було 1958 помешкань (у середньому 1,9 особи в помешканні).
Із загальної кількості 3049 працюючих 257 було зайнятих в первинному секторі, 466 — в обробній промисловості, 2326 — в галузі послуг.

## Клімат
Містечко розташоване в зоні, яка характеризується континентальним субарктичним кліматом. Найтепліший місяць — липень із середньою температурою 0.6 °C (33 °F). Найхолодніший місяць — лютий, із середньою температурою -13.3 °С (8 °F).
| Клімат Гріндельвальду   | Клімат Гріндельвальду | Клімат Гріндельвальду | Клімат Гріндельвальду | Клімат Гріндельвальду | Клімат Гріндельвальду | Клімат Гріндельвальду | Клімат Гріндельвальду | Клімат Гріндельвальду | Клімат Гріндельвальду | Клімат Гріндельвальду | Клімат Гріндельвальду | Клімат Гріндельвальду | Клімат Гріндельвальду |
| Показник                | Січ.                  | Лют.                  | Бер.                  | Квіт.                 | Трав.                 | Черв.                 | Лип.                  | Серп.                 | Вер.                  | Жовт.                 | Лист.                 | Груд.                 | Рік                   |
| Середній максимум, °C   | −11,1                 | −12,2                 | −11,1                 | −7,2                  | −2,2                  | 1,1                   | 2,8                   | 1,1                   | 0                     | −2,8                  | −7,8                  | −8,9                  | −4,9                  |
| Середня температура, °C | −12,8                 | −13,3                 | −12,2                 | −10                   | −5                    | −2,2                  | 0,6                   | −0,6                  | −1,7                  | −4,4                  | −9,4                  | −11,1                 | −6,9                  |
| Середній мінімум, °C    | −15                   | −15                   | −13,9                 | −12,8                 | −7,8                  | −5                    | −2,2                  | −2,2                  | −2,8                  | −6,1                  | −11,1                 | −12,8                 | −8,9                  |
| Днів з опадами          | 1                     | 0                     | 0                     | 1                     | 4                     | 8                     | 12                    | 12                    | 5                     | 2                     | 0                     | 0                     | 45                    |
| Днів зі снігом          | 8                     | 6                     | 8                     | 10                    | 15                    | 15                    | 17                    | 16                    | 10                    | 8                     | 6                     | 6                     | 125                   |
| Вологість повітря, %    | 60                    | 65                    | 70                    | 75                    | 80                    | 75                    | 75                    | 75                    | 75                    | 70                    | 70                    | 65                    | 71.3                  |
| ----------------------- | --------------------- | --------------------- | --------------------- | --------------------- | --------------------- | --------------------- | --------------------- | --------------------- | --------------------- | --------------------- | --------------------- | --------------------- | --------------------- |
| Джерело: Weatherbase    |                       |                       |                       |                       |                       |                       |                       |                       |                       |                       |                       |                       |                       |

## Світлини

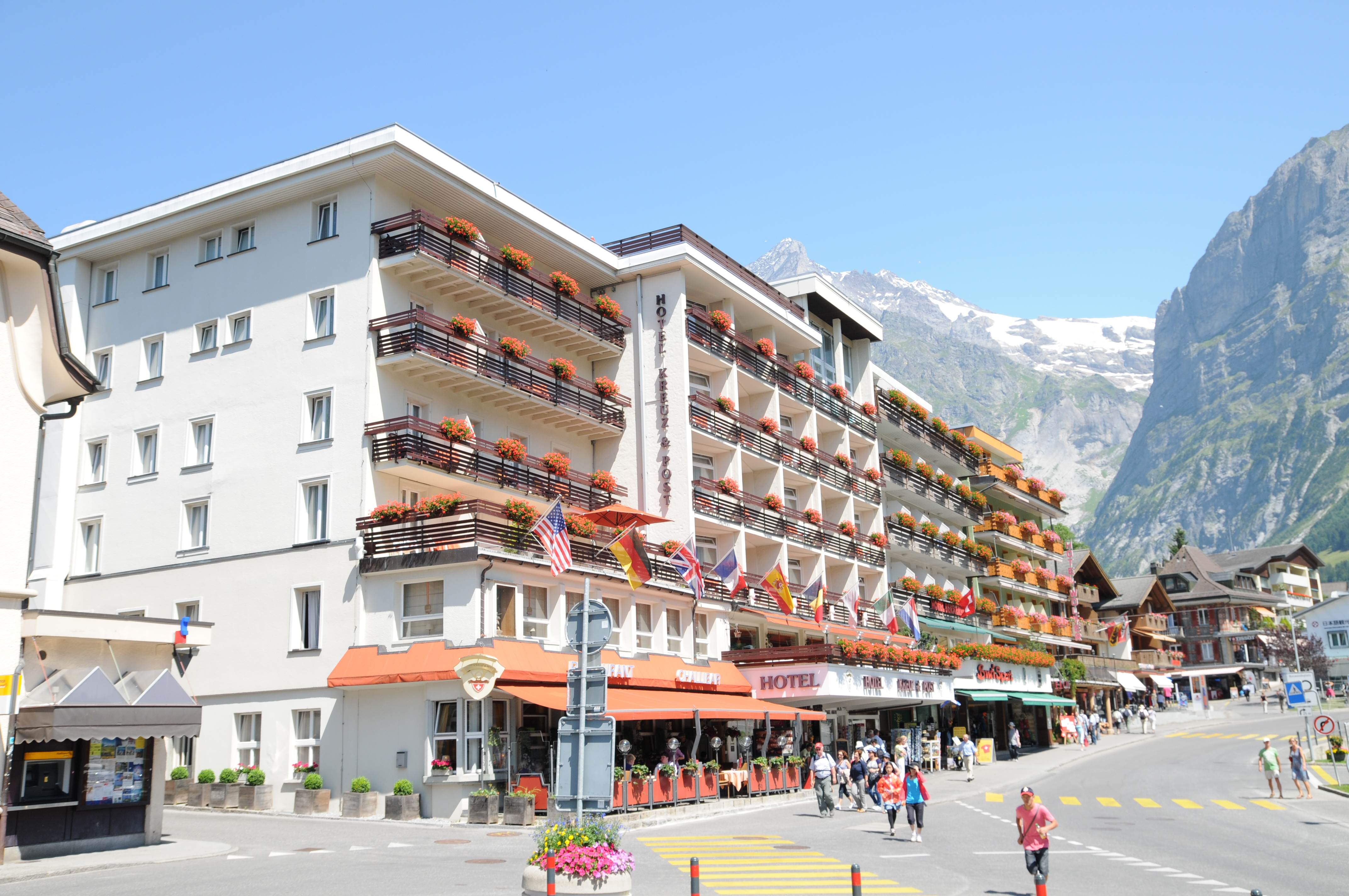
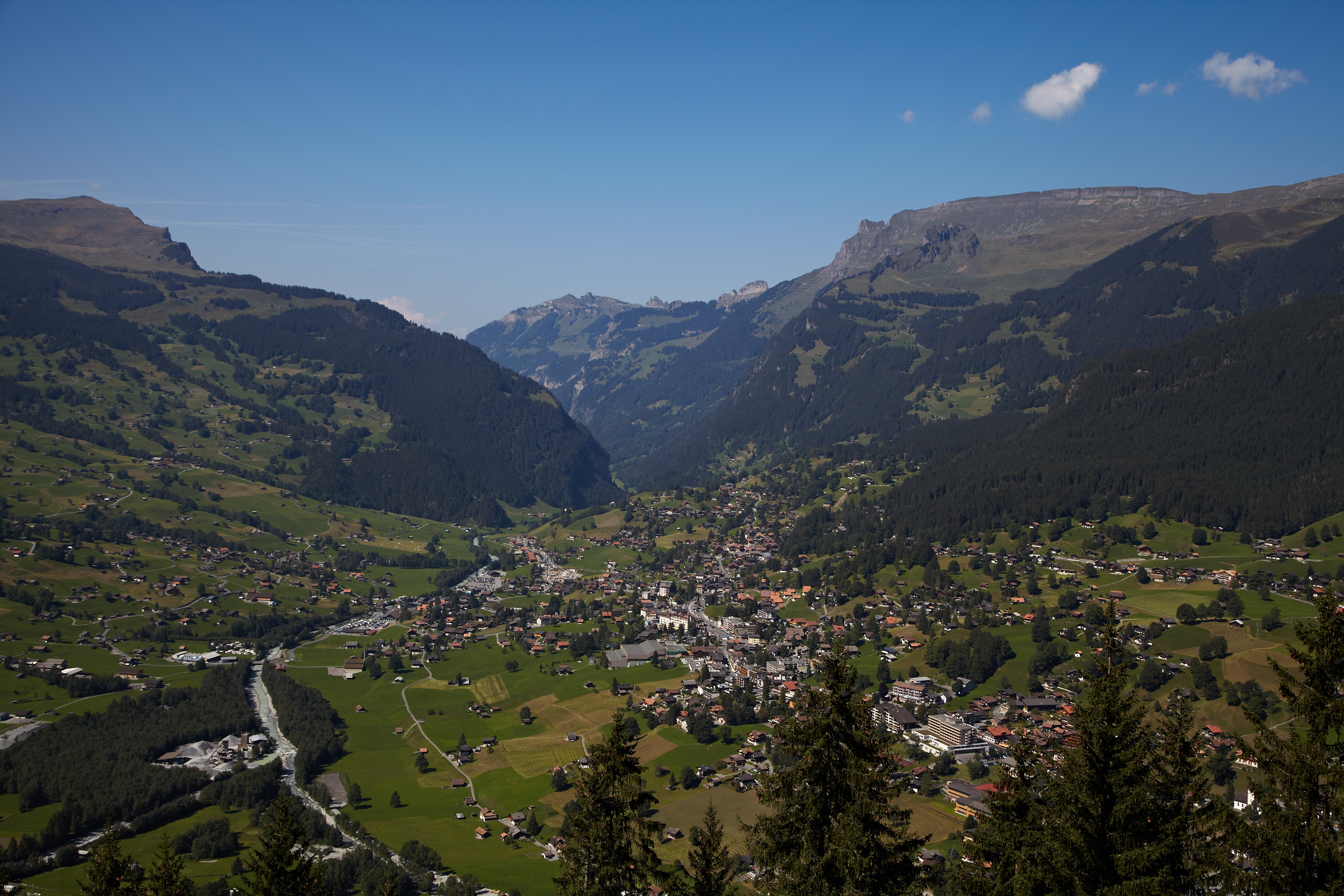
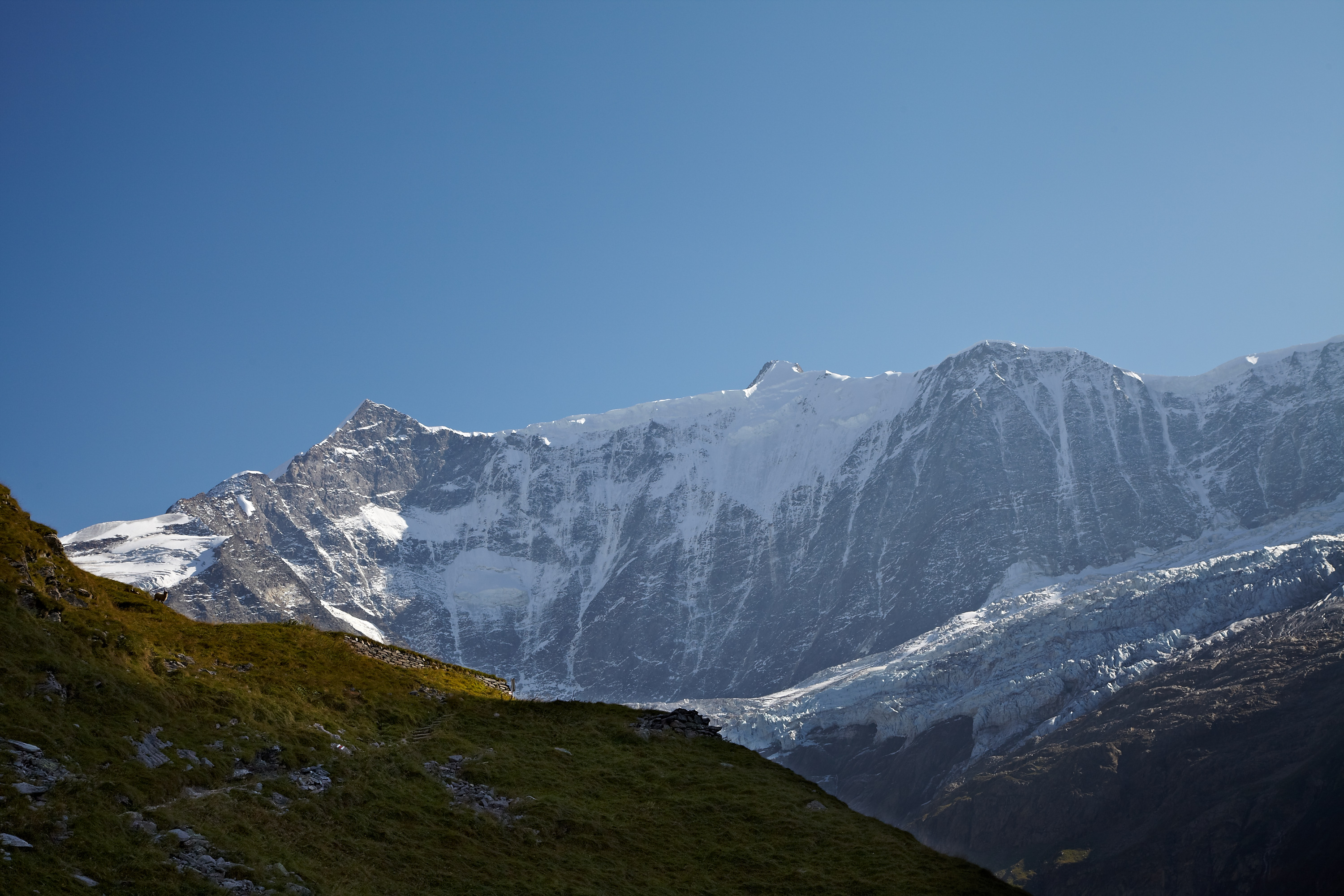
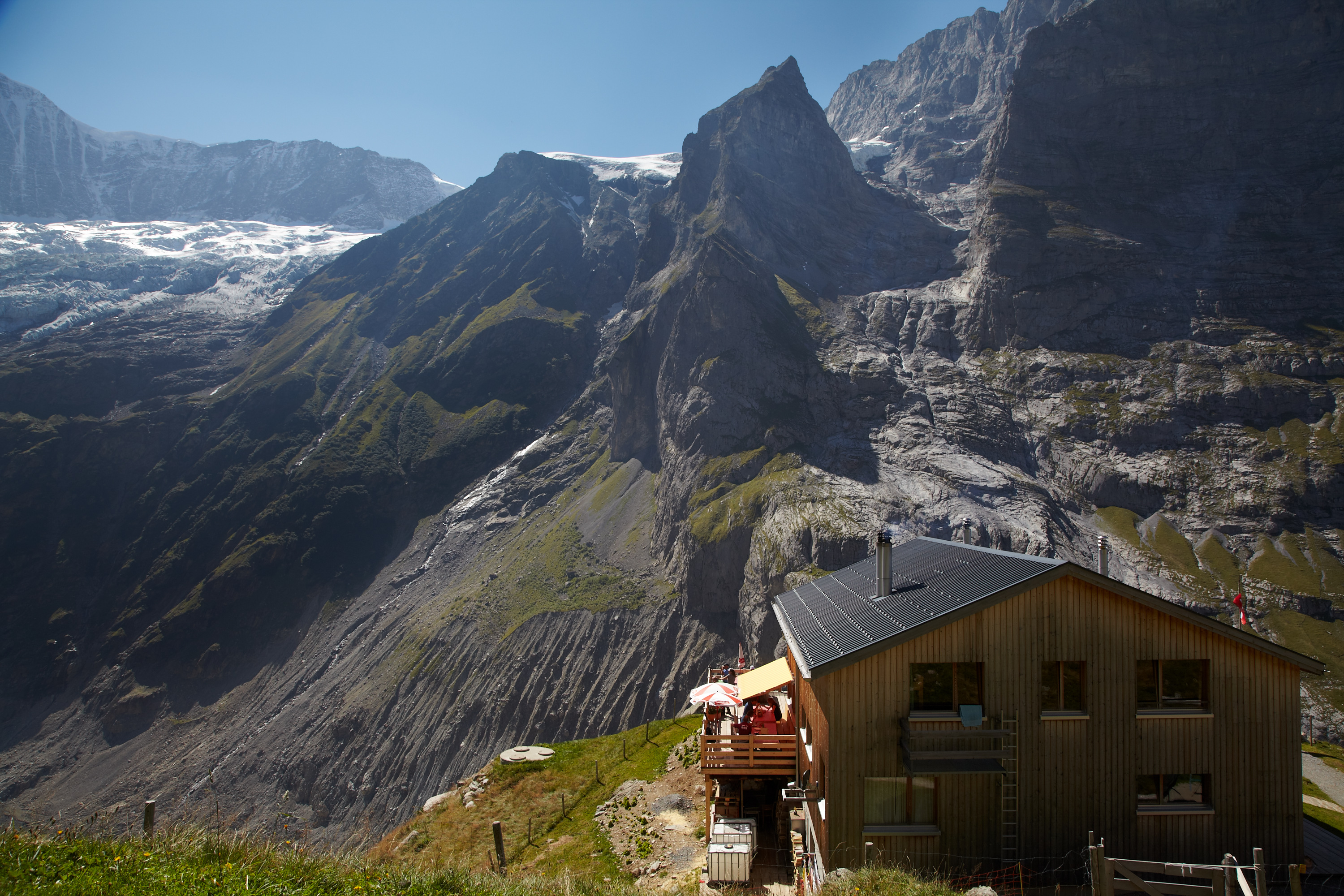
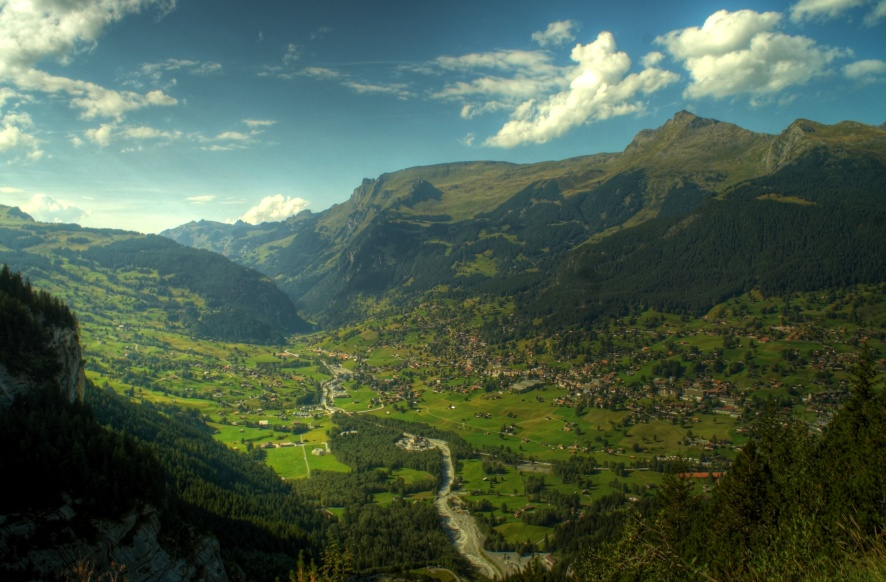
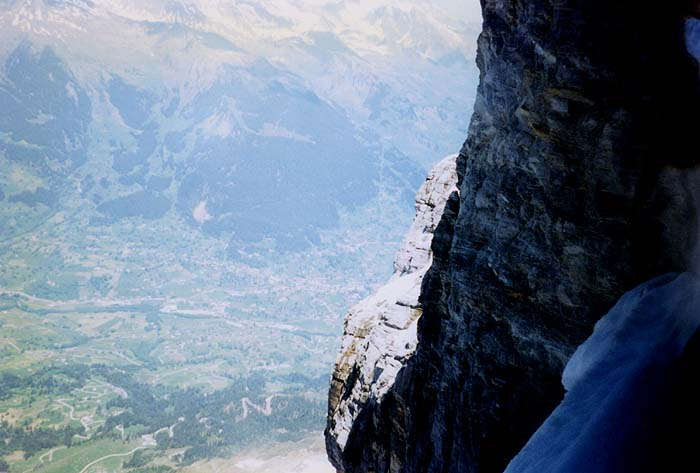
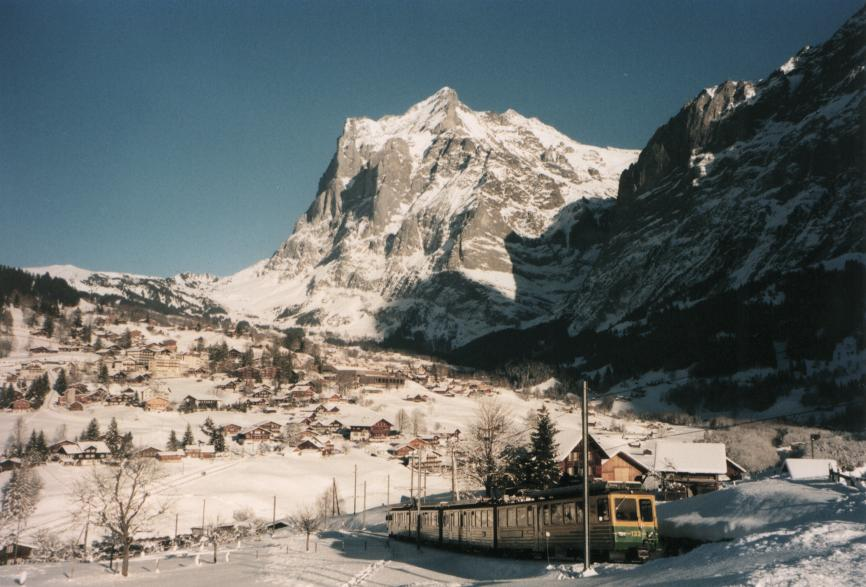
Зимою
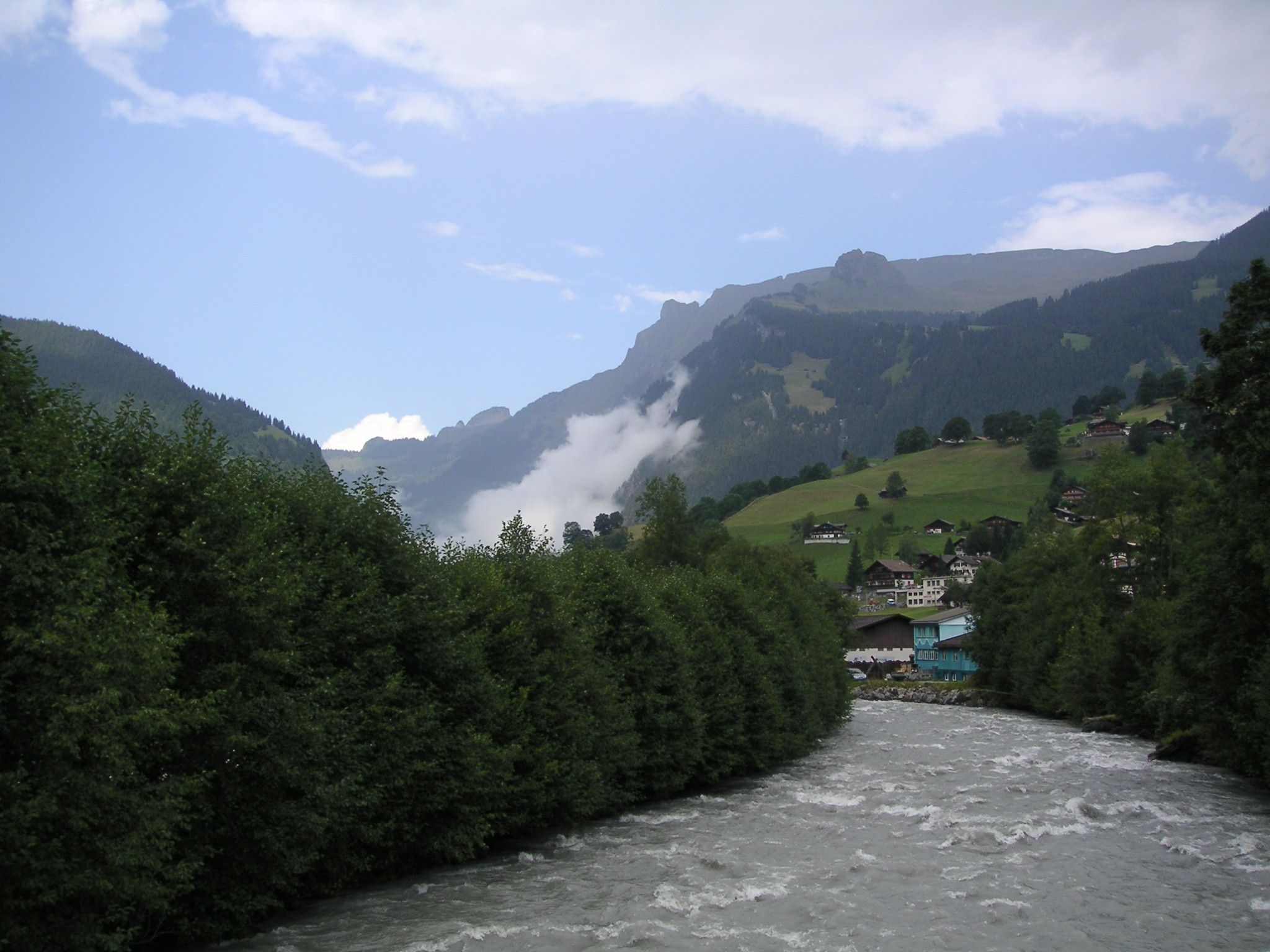
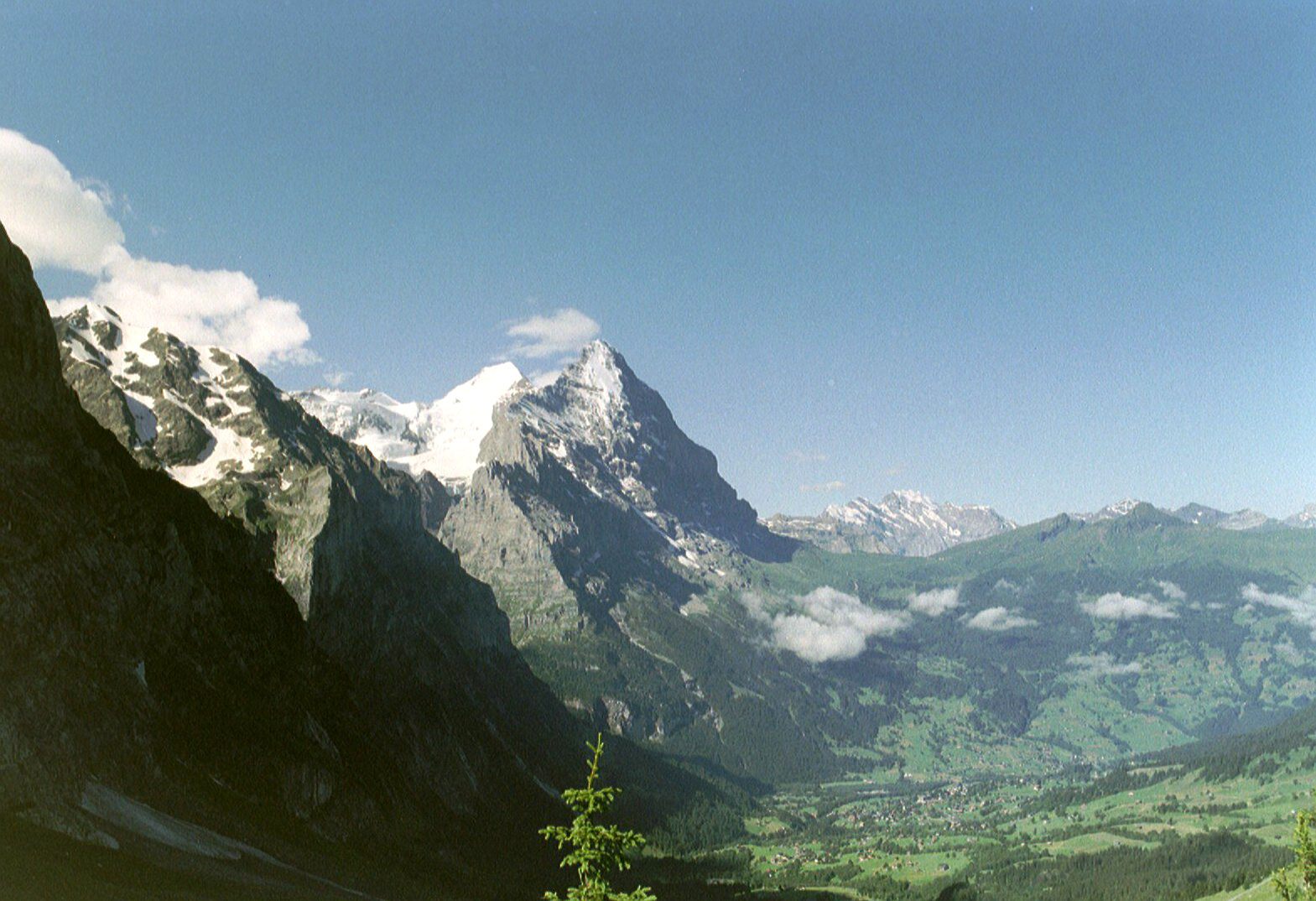
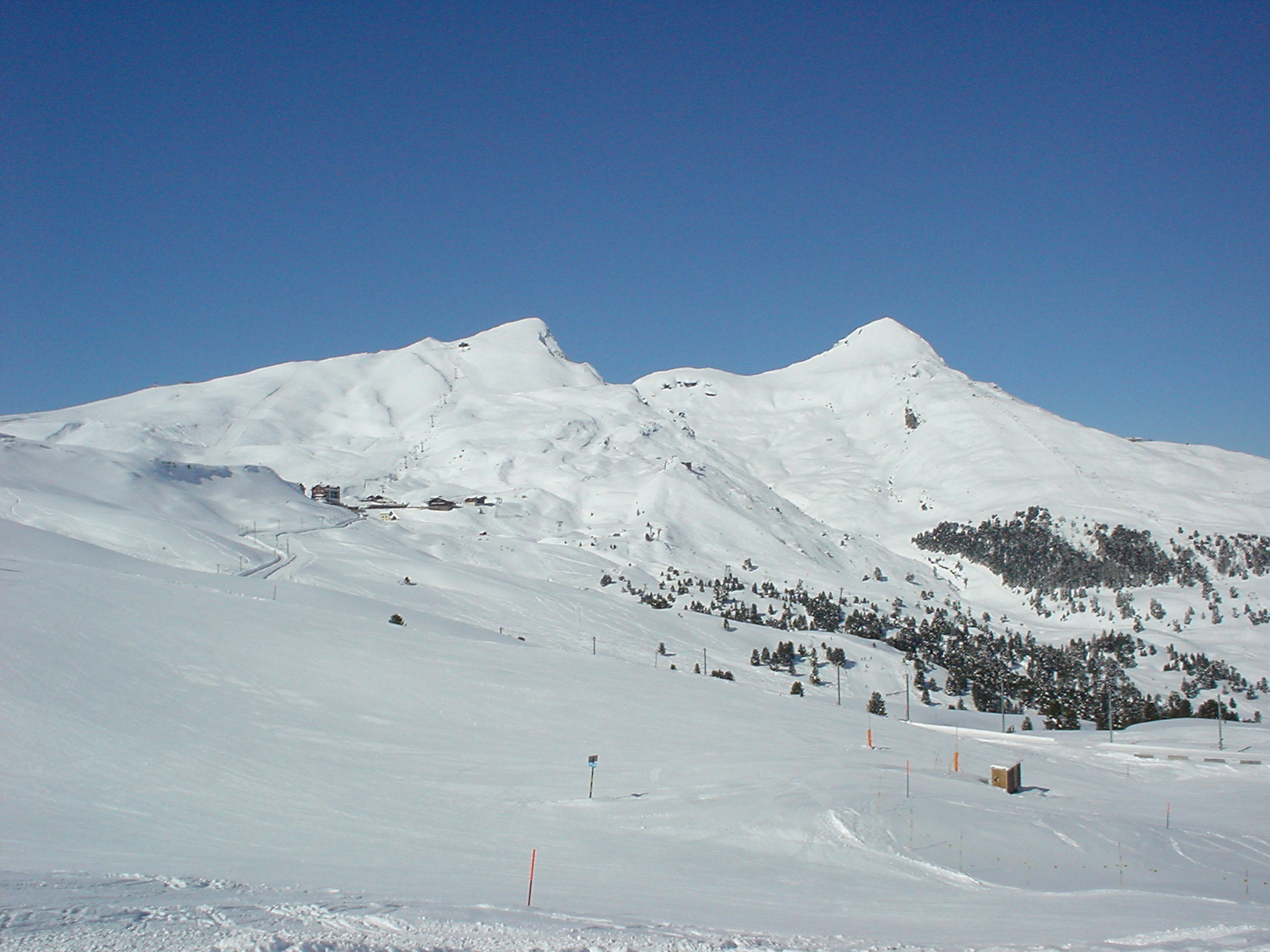
Гірськолижна траса Kleine Scheidegg - Männlichen